# Соф'ян Алакуш
Соф'ян Алакуш (фр. Sofiane Alakouch, араб. سفيان علكوش, нар. 29 липня 1998, Нім) — французький і марокканський футболіст, правий захисник клубу «Париж» та національної збірної Марокко.

## Клубна кар'єра
Народився 29 липня 1998 року в місті Нім. Вихованець футбольної школи місцевого клубу «Нім-Олімпік». Дорослу футбольну кар'єру розпочав 2016 року в основній команді того ж клубу, в якій провів п'ять сезонів, взявши участь у 115 матчах чемпіонату. Більшість часу, проведеного у складі «Нім-Олімпіка», був основним гравцем команди.
Влітку 2021 року на правах вільного агента приєднався до «Меца».

## Виступи за збірні
2017 року дебютував у складі юнацької збірної Франції (U-19), загалом на юнацькому рівні взяв участь у 2 іграх.
Протягом 2018—2019 років залучався до складу молодіжної збірної Франції і провів за неї одну гру.
2021 року погодився на рівні національних збірних захищати кольори своєї історичної батьківщини і дебютував в офіційних матчах у складі національної збірної Марокко.
У складі збірної був учасником Кубка африканських націй 2021 року, що проходив на початку 2022 року в Камеруні.

## Статистика виступів

### Статистика клубних виступів
Станом на 13 листопада 2021
| Сезон                   | Команда                 | Чемпіонат               | Чемпіонат | Чемпіонат | Національний кубок | Національний кубок | Національний кубок | Континентальні кубки | Континентальні кубки | Континентальні кубки | Інші змагання | Інші змагання | Інші змагання | Усього | Усього |
| Сезон                   | Команда                 | Ліга                    | Ігор      | Голів     | Ліга               | Ігор               | Голів              | Ліга                 | Ігор                 | Голів                | Ліга          | Ігор          | Голів         | Ігор   | Голів  |
| ----------------------- | ----------------------- | ----------------------- | --------- | --------- | ------------------ | ------------------ | ------------------ | -------------------- | -------------------- | -------------------- | ------------- | ------------- | ------------- | ------ | ------ |
| 2015–16                 | «Нім-Олімпік»           | Л2                      | 1         | 0         | КФ+КЛ              | -                  | -                  | -                    | -                    | -                    | -             | -             | -             | 1      | 0      |
| 2016–17                 | «Нім-Олімпік»           | Л2                      | 20        | 0         | КФ+КЛ              | 0+0                | 0                  | -                    | -                    | -                    | -             | -             | -             | 20     | 0      |
| 2017–18                 | «Нім-Олімпік»           | Л2                      | 30        | 0         | КФ+КЛ              | 1+1                | 0                  | -                    | -                    | -                    | -             | -             | -             | 32     | 0      |
| 2018–19                 | «Нім-Олімпік»           | Л1                      | 25        | 1         | КФ+КЛ              | 1+2                | 0                  | -                    | -                    | -                    | -             | -             | -             | 28     | 1      |
| 2019–20                 | «Нім-Олімпік»           | Л1                      | 17        | 0         | КФ+КЛ              | 0+1                | 0                  | -                    | -                    | -                    | -             | -             | -             | 18     | 0      |
| 2020–21                 | «Нім-Олімпік»           | Л1                      | 22        | 0         | КФ                 | 0                  | 0                  | -                    | -                    | -                    | -             | -             | -             | 22     | 0      |
| Усього за «Нім-Олімпік» | Усього за «Нім-Олімпік» | Усього за «Нім-Олімпік» | 115       | 1         |                    | 6                  | 0                  |                      | -                    | -                    |               | -             | -             | 121    | 1      |
| 2021–22                 | «Мец»                   | Л1                      | 4         | 0         | КФ                 | 0                  | 0                  | -                    | -                    | -                    | -             | -             | -             | 4      | 0      |
| Усього за кар'єру       | Усього за кар'єру       | Усього за кар'єру       | 119       | 1         |                    | 6                  | 0                  |                      | -                    | -                    |               | -             | -             | 125    | 1      |